# Aldgate (porte)
Pour les articles homonymes, voir Aldgate.

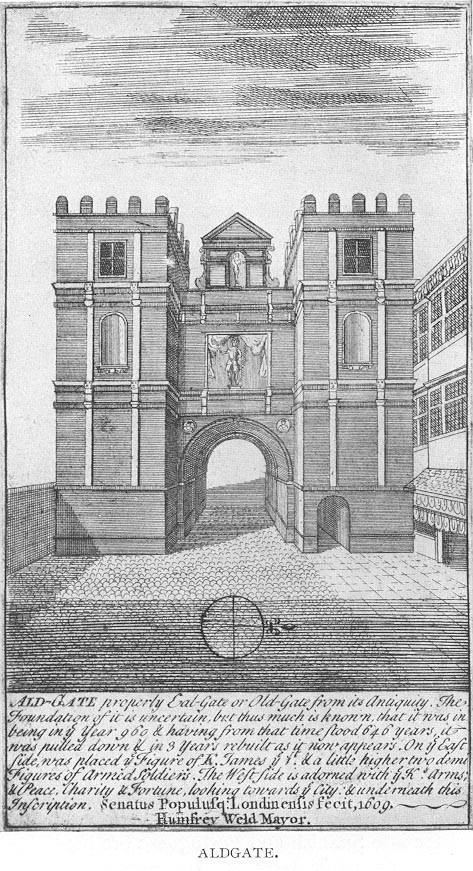
Ancienne illustration de la porte Aldgate

Aldgate était l'une des sept portes historiques de la Cité de Londres. 
Aujourd'hui elle donne son nom au quartier d'Aldgate et à la station de métro du même nom.